# Гёзюток, Айше
Айше́ Гёзюто́к (тур. Ayşe Gözütok; род. 10 марта 1990) — турецкая кёрлингистка.
В составе женской сборной Турции участник восьми чемпионатов Европы (лучший результат — седьмое место в 2021) и зимней Универсиады 2011 (заняли десятое место). В составе смешанной сборной Турции участник двух чемпионатов Европы (лучший результат — двадцать первое место в 2014).
Играет в основном на позиции первого.

## Команды
| Сезон                                          | Четвёртый      | Третий              | Второй            | Первый            | Запасной                                                                                      | Турниры                                                              |
| ---------------------------------------------- | -------------- | ------------------- | ----------------- | ----------------- | --------------------------------------------------------------------------------------------- | -------------------------------------------------------------------- |
| 2010—11                                        | Ознур Полат    | Элиф Кызылкая       | Seyda Zengin      | Burcu Pehlivan    | Айше Гёзюток тренеры: Брайан Грей                                                             | ЗУ 2011 (10 место)                                                   |
| 2011—12                                        | Ознур Полат    | Элиф Кызылкая       | Seyda Zengin      | Айше Гёзюток      | Aysun Ergin тренер: Фатих Агдуман                                                             | ЧЕ 2011 (22 место)                                                   |
| 2012—13                                        | Элиф Кызылкая  | Ознур Полат         | Дильшат Йылдыз    | Айше Гёзюток      | Seyda Zengin тренеры: Kadir Esnaf, Фатих Агдуман                                              | ЧЕ 2012 (15 место)                                                   |
| 2013—14                                        | Ознур Полат    | Дильшат Йылдыз      | Айше Гёзюток      | Элиф Кызылкая     | Ozlem Polat тренер: Фатих Агдуман                                                             | ЧЕ 2013 (15 место)                                                   |
| 2014—15                                        | Ознур Полат    | Дильшат Йылдыз      | Семиха Конуксевер | Айше Гёзюток      | Ozlem Polat тренер: Ozlem Polat                                                               | ЧЕ 2014 (15 место)                                                   |
| 2015—16                                        | Дильшат Йылдыз | Ознур Полат         | Семиха Конуксевер | Айше Гёзюток      | тренер: Фатих Агдуман                                                                         | ЧЕ 2015 (15 место)                                                   |
| 2016—17                                        | Дильшат Йылдыз | Ознур Полат         | Семиха Конуксевер | Айше Гёзюток      | тренер: Фатих Агдуман                                                                         | ЧЕ 2016 (12 место)                                                   |
| 2017—18                                        | Дильшат Йылдыз | Ознур Полат         | Семиха Конуксевер | Айше Гёзюток      | тренер: Sadik Topaloglu                                                                       | ЧЕ 2017 (9 место)                                                    |
| 2021—22                                        | Дильшат Йылдыз | Ознур Полат         | Берфин Шенгюль    | Айше Гёзюток      | Михрибан Полат тренеры: Билал Омер Чакыр (ЧЕ, квал-ЗОИ, ЧМ), Mustafa Said Erzeybek (квал-ЗОИ) | ЧЕ 2021 (7 место) ЗОИ 2022 (квал. 2021) (7 место) ЧМ 2022 (11 место) |
| Кёрлинг среди смешанных команд (mixed curling) |                |                     |                   |                   |                                                                                               |                                                                      |
| 2011—12                                        | Ознур Полат    | Ильхан Османагаоглу | Айше Гёзюток      | Yusuf Bayraktutan | Aysun Ergin, Muhammet Oguz Zengin                                                             | ЧЕСК 2011 (23 место)                                                 |
| 2014—15                                        | Кадир Чакыр    | Ознур Полат         | Melik Senol       | Айше Гёзюток      | тренер: Даниэль Рафаэль                                                                       | ЧЕСК 2014 (21 место)                                                 |

(скипы выделены полужирным шрифтом)